# Foxiphalus golfensis
Foxiphalus golfensis är en kräftdjursart som beskrevs av J. L. Barnard och C. M. Barnard 1982. Foxiphalus golfensis ingår i släktet Foxiphalus och familjen Phoxocephalidae. Inga underarter finns listade i Catalogue of Life.